# Gran Premio de Estiria
El Gran Premio de Estiria (oficialmente como: Großer Preis der Steiermark) fue una carrera de automovilismo de velocidad que forma parte del calendario de la Fórmula 1. Debido a la pandemia del coronavirus, el calendario se vio modificado, y en algunos circuitos, entre ellos el Red Bull Ring, se disputaron dos Grandes Premios consecutivos, el otro GP fue el de Austria. Al estar el circuito localizado en el estado de Estiria, el Gran Premio adoptó este nombre.

## Ganadores

### Fórmula 1
| Año  | Piloto         | Constructor    | Circuito      | Resultados |
| ---- | -------------- | -------------- | ------------- | ---------- |
| 2020 | Lewis Hamilton | Mercedes       | Red Bull Ring | Resultados |
| 2021 | Max Verstappen | Red Bull-Honda | Red Bull Ring | Resultados |